# Laura Breckenridge
Laura Breckenridge (Flourtown, Pensilvania, 22 de agosto de 1983) es una actriz estadounidense. Es conocida por su papel en la serie Related interpretando a la joven de 19 años Rose Sorelli.
También ella apareció en la reactivación de Arthur Miller, Las brujas de Salem (en la cual también se encontraba Kristen Bell). A una temprana edad, apareció en la película Loving Annabelle, una dramática historia en la cual la profesora de una escuela católica se enamora de una de sus alumnas. Ella interpreta a una joven muy retraída.
Aunque ha tomado un descanso en sus estudios debido a la producción de Related, Breckenridge ha estado especializándose en teatro y danza en la universidad de Princeton. En el 2009 aparecerá en al menos 3 episodios de la exitosa serie de televisión Gossip Girl, interpretando a Rachel Carr, una profesora de Constance.

## Filmografía
- A Christmas Kiss (2011)
- BoyBand (2010)
- Hit and Run (2009)
- Gossip Girl (2009) (Rachel Carr)
- Amusement (2008)
- Let Them Chirp Awhile (2007)
- The Favor (2006)
- Loving Annabelle (2006)
- Havoc (2005)
- Southern Belles (2005)